# Classe Kortenaer
Le fregate lanciamissili olandesi della Classe Kortenaer sono state realizzate pressoché simultaneamente alle Bremen tedesche, con cui sono state progettate in base ad un programma comune. Le esigenze sono state anche qui quelle di sostituire vecchi tipi di navi, i vecchi caccia Holland e Friesland, dodici navi da sostituire con altrettante unità.

## Caratteristiche
L'allestimento di massima è similare tra le due classi, con le Kortenaer che sono leggermente più larghe ma molto più pesanti.
La principale differenza è l'apparato motore, che nelle unità tedesche è del tipo CODOG, mentre sulle Kortaener è del tipo COGOG basato su turbine a gas inglesi RR, con due turbine per l'andatura di crociera e due turbine per l'andatura ad alta velocità.
Per il resto, le navi sono strutturalmente simili a quelle tedesche, con un ponte unico, scafo basso, lanciamissili antinave Harpoon dietro la plancia comando e davanti all'antenna di mezza nave, del tutto diversa da quella delle Bremen.
L'elettronica è diversa in alcuni aspetti, con i lanciatori inglesi Corvus, per chaff/flare/decoy, anziché americani come sulle Bremen, un sistema ESM sphinx diverso, sostituito da un sistema ECM Ramses nelle ultime unità. Per il resto, i due radar di controllo tiro WM25 e STIR sistemati anteriormente, un radar di scoperta aerea/superficie LW-08 a mezza nave, un sonar a scafo SQS-505 (di tipo diverso rispetto alle Bremen), due lanciasiluri binati e due elicotteri, sono sostanzialmente simili con quelli delle Bremen.
Un'altra importante differenza è quella che le navi olandesi hanno quasi subito installato un CIWS Goalkeeper, che con una gittata max di 3000m, proiettili da 400gr e cadenza di 4200c.min, è capace di superare la maggior parte dei CIWS di altri tipi (Phalanx, 3000c, min, 1500m, peso proiettile 100gr.) e trova sistemazione sopra l'hangar ed è dotato di un radar di scoperta ed un radar di tiro con 1500 colpi di pronto impiego.
Il CIWS ha migliorato nettamente le capacità di difesa contro missili antinave, con una copertura a 360° con armi antiaeree. Per il resto, il cannone da 76/62mm (85c.min su un raggio di 6–7 km) e un lanciamissili Sea Sparrow (24 armi da mach 2,5 e gittata di 15 o più km) sono sistemati a prua, come sulle navi tedesche.
| La fregata Philips van Almonde a Malaga | La fregata Abraham Crijnssen venduta agli EAU |

Le Kortenaer sono state ordinate in massa, di cui otto nel 1974 e altre quattro nel 1976. Durante la fase di costruzione due unità sono state vendute alla Marina greca, che ha finalmente ottenuto con tale acquisto le sue prime fregate missilistiche. Le due unità, che erano state impostate con i nomi Pieter Florisz (F-812) e Witte de With (F-813) vennero ribattezzate rispettivamente Elli (F450) e Limnos (F451) costituendo nella Marina Greca la Classe Elli e vennero allestite con delle modifiche nell'armamento rispetto alle gemelle olandesi, con un secondo cannone da 76/62mm a poppa sul cielo dell'hangar e il CIWS Phalanx in sostituzione del Goalkeeper.
L'Iran aveva ordinato otto Kortenaer, ma il contratto venne annullato in seguito alla Rivoluzione iraniana del 1979.

## Le Jackob van Heemskerck
Le due navi vendute alla Grecia sono state sostituite da due ulteriori navi, che però ebbero un allestimento antiaereo. Come sulle classi di fregate americane si è cercato di sfruttare le generose dimensioni dello scafo per ospitare un sistema d'arma antiaereo. Nacquero così le Jackob Van Heemskerck, che hanno numerose differenze, quali l'eliminazione dell'hangar e del cannone da 76/62mm e l'installazione del sistema missilistico antiaereo a lungo raggio SM-1MR, oltre a modifiche all'elettronica di bordo. Lo scafo e il dislocamento dei due tipi è praticamente identico, così come l'apparato motore.
Le due unità vennero impostate con i nomi e le matricole delle unità vendute alla Grecia, ma la prima durante la fase di costruzione venne ribattezzata Jacob van Heemskerk e così il nome Pieter Florisz venne assegnato ad un'altra unità in costruzione con il nome Willem van der Zaan.

## Servizio
Le Kortenaer sono state progressivamente sostituite dalle Fregate Multiruolo della classe Karel Doorman e dopo essere state dismesse otto unità sono state vendute alla Marina Greca dove hanno affiancato le due unità Elli (F450) e Limnos (F451) che la Grecia aveva acquistato all'inizio degli anni ottanta e due agli Emirati Arabi Uniti, dove dopo essere state ribattezzate Al Emirat e Dubai, sono state poi trasformate in yacht di lusso e ribattezzate Swift 141 and Swift 135.
Le unità antiaeree classe Jakob van Heemskerck sono state dismesse e vendute al Cile dove sono entrate in servizio tra il 2005 e il 2006.

## Unità
| Nave                                    | Pennant | Cantiere         | Impostazione     | Varo              | Entrata in servizio | Disarmo | Destino finale                                                            |
| --------------------------------------- | ------- | ---------------- | ---------------- | ----------------- | ------------------- | ------- | ------------------------------------------------------------------------- |
| Kortenaer                               | F807    | RSV Schelde      | 8 aprile 1975    | 18 dicembre 1976  | 26 ottobre 1978     | 1997    | venduta alla Grecia e ribattezzata F462 Kountouriotes (Κουντουριώτης)     |
| Callenburgh                             | F808    | RSV Schelde      | 2 settembre 1975 | 26 marzo 1977     | 26 luglio 1979      | 1993    | venduta alla Grecia e ribattezzata F459 Adrias (Αδριάς)                   |
| Van Kinsbergen                          | F809    | RSV Schelde      | 2 settembre 1975 | 16 aprile 1977    | 24 aprile 1980      | 1995    | venduta alla Grecia e ribattezzata F461 Navarinon (Ναυαρίνον)             |
| Banckert                                | F810    | RSV Schelde      | 25 febbraio 1976 | 30 settembre 1978 | 29 ottobre 1980     | 1994    | venduta alla Grecia e ribattezzata F460 Aegaeon (Αιγαίον)                 |
| Piet Hein                               | F811    | RSV Schelde      | 28 aprile 1977   | 3 giugno 1978     | 14 aprile 1981      | 1998    | venduta agli Emirati Arabi Uniti e ribattezzata Al Emirat                 |
| Abraham Crijnssen                       | F816    | RSV Schelde      | 25 ottobre 1978  | 16 maggio 1981    | 6 gennaio 1983      | 1997    | venduta agli Emirati Arabi Uniti e ribattezzata Abu Dhabi                 |
| Philips van Almonde                     | F823    | Wilton-Fijenoord | 1º ottobre 1977  | 11 agosto 1979    | 2 dicembre 1981     | 2002    | venduta alla Grecia e ribattezzata F465 Themistokles (Θεμιστοκλής)        |
| Bloys van Treslong                      | F824    | Wilton-Fijenoord | 5 maggio 1978    | 15 novembre 1980  | 25 novembre 1982    | 2003    | venduta alla Grecia e ribattezzata F466 Nikiforos Fokas (Νικηφόρος Φωκάς) |
| Jan van Brakel                          | F825    | RSV Schelde      | 16 novembre 1979 | 16 maggio 1981    | 14 aprile 1983      | 2001    | venduta alla Grecia e ribattezzata F464 Kanaris (Κανάρης)                 |
| Pieter Florisz (ex-Willem van der Zaan) | F826    | RSV Schelde      | 21 gennaio 1981  | 8 maggio 1982     | 11 ottobre 1983     | 2001    | venduta alla Grecia e ribattezzata F463 Bouboulina (Μπουμπουλίνα)         |